# Cantone di Vitré-Est
Il Cantone di Vitré-Est era una divisione amministrativa dell'arrondissement di Fougères-Vitré.
A seguito della riforma approvata con decreto del 18 febbraio 2014, che ha avuto attuazione dopo le elezioni dipartimentali del 2015, è stato soppresso.

## Composizione
Comprendeva parte della città di Vitré e i comuni di:
- Balazé
- Bréal-sous-Vitré
- La Chapelle-Erbrée
- Châtillon-en-Vendelais
- Erbrée
- Mondevert
- Montautour
- Princé
- Saint-M'Hervé